# Hidrocel testicular
Hidrocelul testicular este o afecțiune ce presupune acumularea de lichid limpede în cavitatea vaginale, spațiul virtual dintre straturile tunicii vaginale ale testiculului. Un hidrocel primar determină o mărire nedureroasă a scrotului pe partea afectată și se crede că se datorează absorbției defectuoase a fluidului secretat între cele două straturi ale tunicii vaginale (membrana implicată). Un hidrocel secundar este secundar duce fie la inflamație, fie la un neoplasm testicular.
Un hidrocel apare de obicei pe o parte, dar poate afecta și ambele părți. Acumularea poate fi un simptom al traumei fizice, infecției, tumorii sau intervenției chirurgicale varicocelice  dar cauza este în general necunoscută. Hernia inghinală indirectă indică un risc crescut de hidrocel.
Hidrocelele sunt mai frecvente la băieți decât la fete. Un hidrocel este văzut în mod normal la băieții sugari ca un scrot mărit. La fetele sugar apare labiile mărite.

## Semne și simptome
Un hidrocel se simte ca un mic balon umplut cu lichid în interiorul scrotului. Este neted și se află în principal în fața testiculului. Hidrocelele variază foarte mult ca mărime și sunt de obicei nedureroase și inofensive. Cu toate acestea, pe măsură ce lichidul continuă să se acumuleze și scrotul se mărește, poate apărea un disconfort accentuat. Hidrocelele mari pot provoca disconfort datorită dimensiunii lor. Uneori durerea poate fi la ambele testicule, deoarece presiunea din zona mărită pune presiune asupra zonei neafectate, ceea ce poate provoca disconfort testiculului normal. S-a constatat, de asemenea, că scade dorința sexuală a unui bărbat și îl face mai puțin activ de teama măririi și mai mult a masei. Deoarece fluidul hidrocelului este transparent, proiectarea unui fascicul de lumină pe regiunea hidrocelică va fi vizibilă din cealaltă parte. Acest fenomen se numește transiluminare. 
Simptomele unui hidrocel se pot distinge cu ușurință de cancerul testicular, deoarece hidrocelul este moale și plin de lichide, în timp ce cancerul testicular se simte greu și dur. 

### Fertilitate
În general, nu se crede că testiculul hidrocel afectează fertilitatea. Cu toate acestea, poate fi indicativ pentru alți factori care pot afecta fertilitatea. 

## Cauză
În timpul embriogenezei, testiculul coboară prin canalul inghinal, atrăgând un diverticul de peritoneu în scrot pe măsură ce coboară. Acest țesut peritoneal este cunoscut sub denumirea de proces vaginal. În mod normal, comunicarea dintre procesul vaginal și peritoneu este obliterată, iar tunica vaginală este țesutul care rămâne deasupra testiculului și epididimului. Hidrocelul congenital rezultă atunci când rămâne procesul vaginal, permițând lichidului din peritoneu să se acumuleze în scrot. 

## Diagnostic

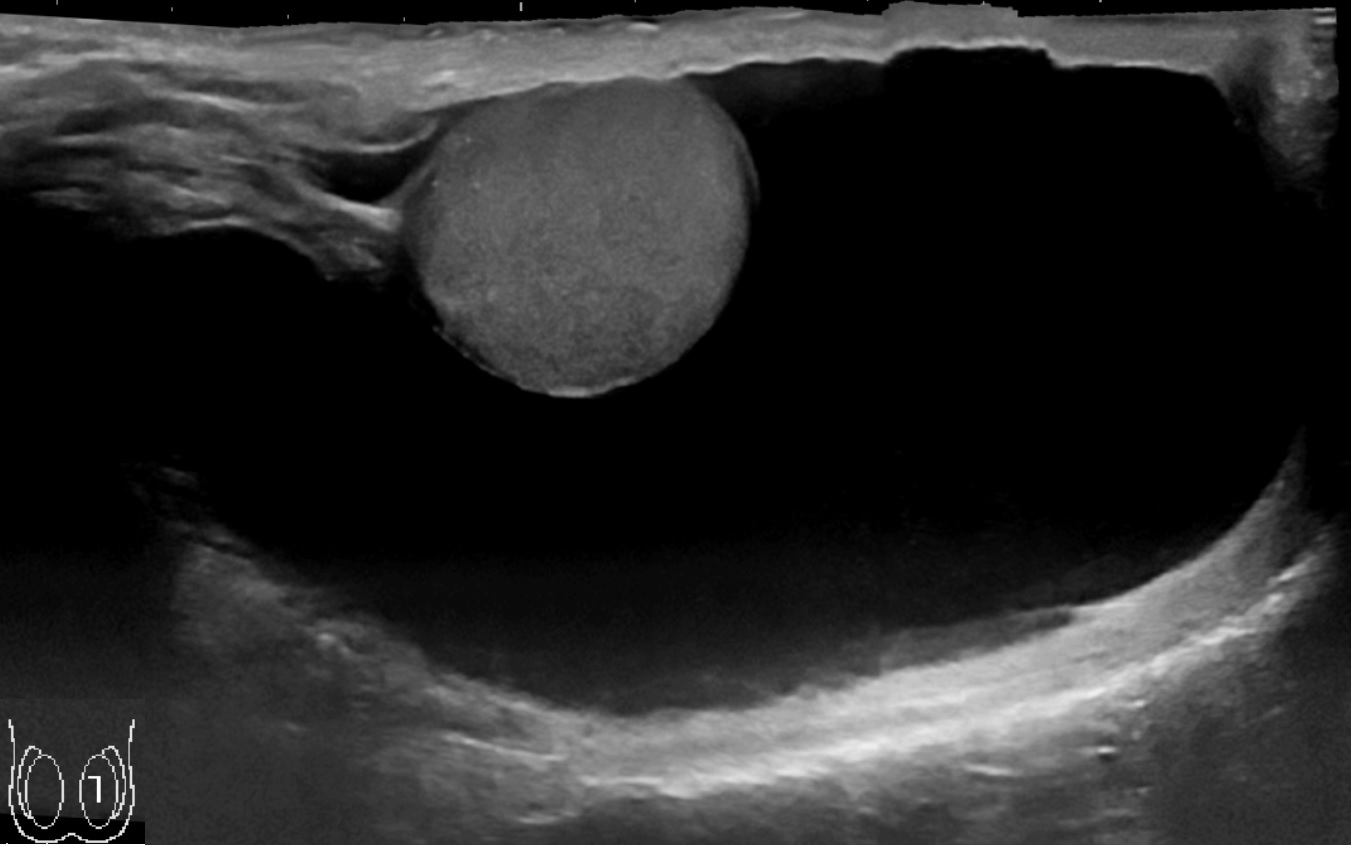
Ecografie scrotală cu ultrasunete a unui hidrocel mare de 1 dm, cu surde (închis) de fluid din jurul testiculului.

Hidrocel comunicant, cauzat de nefinalizarea procesului de închidere vaginală.

Prin diagnosticarea cu ultrasunete  acumularea de lichide poate fi evidențiată corect. 

## Tratament
Acumularea de lichid poate fi drenată prin aspirație, dar aceasta poate fi doar temporară. O alternativă permanentă este o procedură chirurgicală, în general, o procedură ambulatorie numită hidrocelectomie. Există două tehnici chirurgicale disponibile pentru hidrocelectomie:
Hidrocelectomia cu excizia sacului de hidrocel
Incizia sacului hidrocelului după mobilizarea completă a hidrocelului. Rezecția parțială a sacului hidrocel, lăsând o marjă de 1-2 cm. Se are grijă să nu se rănească vasele testiculare, epididimul sau canalul deferent. Marginea sacului hidrocelului este suturată pentru hemostază ( tehnica lui von Bergmann ) sau marginile sunt cusute împreună în spatele cordonului spermatic (tehnica lui Winkelmann sau a lui Jaboulay). Chirurgia hidrocelului cu excizia sacului hidrocel este utilă pentru hidrocelii cu pereți mari sau groși și hidrocelele multiloculare.
Chirurgia hidrocelului cu plicarea sacului hidrocel
Hidrocelul se deschide cu o mică incizie a pielii fără pregătire suplimentară. Sacul hidrocel este redus (plicat) prin sutură.
Chirurgia hidrocelului: tehnica Domnului.
Tehnica de plicare este potrivită pentru hidrocelele de dimensiuni medii și cu pereți subțiri. Avantajul tehnicii de plicare este disecția minimizată cu o rată de complicații redusă. 

Dacă hidrocelul nu este îndepărtat chirurgical, acesta poate continua să crească. Fluidul hidrocelului poate fi aspirat. Această procedură se poate face în cabinetul sau clinica urologului și este mai puțin invazivă, dar ratele de recurență sunt ridicate.  Scleroterapia, injectarea unei soluții după aspirarea fluidului hidrocel poate crește ratele de succes.  La mulți pacienți, procedura de aspirație și scleroterapie se repetă pe măsură ce hidrocelul reapare. 